# Objective-C
Objective-C, často nazývaný ObjC, je objektově orientovaný programovací jazyk implementovaný jako rozšíření jazyka C, do kterého byl přidán systém zasílání zpráv z jazyka Smalltalk. V současné době je používán v operačních systémech macOS, iOS a GNU projektu GNUstep. Obě prostředí jsou založena na standardu OpenStep.
Překladač tohoto jazyka je součástí GCC. Ovšem nejpoužívanějším překladačem v současné době je clang, díky jeho použití firmou Apple v Xcode.

## Historie
Brad Cox vyvinul Objective-C ve společnosti Stepstone počátkem osmdesátých let minulého století.
Objective-C byl původně vyvinut jako hlavní programovací jazyk pro počítače NeXT s operačním systémem NeXTSTEP. Počítače NeXT už se nevyrábějí, ale myšlenka softwarového prostředí přetrvala ve standardu OpenStep.

## Základy jazyka
Objective-C je nadmnožinou jazyka C. Díky tomu je možné přeložit libovolný program jazyka C kompilátorem Objective-C.

### Nové datové typy
- BOOL
- Class (v podstatě totéž co id a je s ním zaměnitelný; umožňuje lepší typovou kontrolu při překladu)
- id
- IMP
- SEL

### Zprávy
Syntaxe posílání zpráv (volání metod) objektům je odvozena ze syntaxe jazyka Smalltalk na rozdíl od C++, které vychází z jazyka Simula 67.
```
[
příjemce
 
zpráva
]

```

Tímto způsobem je možné volat metodu na instanci, statickou metodu na třídě nebo metodu na přímém předkovi pomocí klíčového slova super. Každá instance disponuje proměnnou self, což je ukazatel na sebe sama ekvivalentní this z C++.

### Rozšíření možností preprocesoru
Je přidán jednořádkový komentář.
Direktiva #import je pohodlnější verze #include, která zabrání opakovanému vložení hlavičkového souboru.

### Rozhraní a implementace
Objective-C vyžaduje oddělení rozhraní a implementace do samostatných bloků, eventuálně souborů.

#### Rozhraní
Rozhraní třídy je obvykle definováno v hlavičkovém souboru. Je dobrým zvykem pojmenovat soubor dle třídy kterou definuje. V případě jednoduchých tříd není nutné.
Obecný tvar rozhraní
```
@interface
 
jméno_třídy
 : 
předek

{

	
proměnné
 
instance

}

+
 
metoda
 
třídy

+
 
metoda
 
třídy

...

-
 
metoda
 
instance

-
 
metoda
 
instance

...

@end

```

#### Implementace
Vlastní těla metod se nacházejí v bloku implementace. Přípona souboru s implementací je „.m“.
```
@implementation
 
jméno_třídy

+
 
metoda
 
třídy

{

	
/* implementation */

}

-
 
metoda
 
instance

{

	
/* implementation */

}

...

@end

```

### Protokol
Protokol definuje pouze hlavičky metod, které musí třída implementovat. Tímto postupem lze vynutit stejné chování u nepříbuzných tříd.
```
@protocol
 
Protokol_1

-
 
metoda
;

@end

@interface
 
Třída
 : 
Rodič
 
<
Protokol_1
,
 
Protokol_2
,
 
...
>

...

@end

```

### Bloky
Nejnovější verze Objective-C umožňuje používat bloky (uzávěry):
```
void
 
(
^
block
)(
id
);

block
 
=
 
^
(
id
 
obj
)
 
{
 
NSLog
(
@"From block: %@"
,
 
obj
);
 
}

block
(
@"Test"
);

```

Bloky jsou vytvářeny na zásobníku. Má-li být blok uchován po delší dobu, je nutné jej zkopírovat na haldu funkcí Block_copy.

## Objective-C++
Objective-C++ je analogické rozšíření jazyka C++ umožňující mísit kód Objective-C a C++. Třídy z C++ jsou automaticky inicializovány a rušeny při alokaci a zániku objektů z Objective-C, ale třídy z různých jazyků nejsou vzájemně zaměnitelné. Koncepčně je Objective-C++ podobné jazyku C++/CLI od Microsoftu.